# Forum voor Democratie Vlaanderen
Forum voor Democratie Vlaanderen is de Vlaamse afdeling van de Nederlandse politieke partij Forum voor Democratie. De partij werd opgericht onder leiding van Thierry Baudet en had initieel als doel deel te nemen aan de Europese verkiezingen van 2024.

## Geschiedenis
In 2019 werd de vzw Vlaams Forum voor Democratie opgericht door een groep politici die voordien actief waren bij N-VA en LDD met de bedoeling de Nederlandse politieke partij Forum voor Democratie naar Vlaanderen te halen.
Het voornemen om Forum voor Democratie Vlaanderen op te richten als uitbreiding van Forum voor Democratie werd in 2022 door Baudet aangekondigd in Forum inside en in 2023 in de Forum voor Democratie podcast. De officiële aankondiging gebeurde in Gent in oktober 2023 door Baudet tijdens een lezing van het KVHV en de oprichting vond plaats op 20 januari 2024 in Genk. Het was de eerste keer dat een Nederlandse politieke partij een officiële afdeling in Vlaanderen vestigde.
Tijdens de oprichtingsbijeenkomst werden plannen gedeeld om deel te nemen aan de Europese verkiezingen van 2024. Baudet stelde dat Vlaanderen en Nederland historisch en cultureel sterk verbonden zijn en dat hij hoopte een politiek platform te bieden voor Vlaamsgezinde kiezers die zich niet vertegenwoordigd voelen door de bestaande partijen.
De komst van FVD Vlaanderen werd met gemengde reacties ontvangen. Sommige waarnemers zagen het als een poging om kiezers weg te trekken bij partijen als Vlaams Belang en N-VA, terwijl critici, waaronder Filip Dewinter van Vlaams Belang, het initiatief afwezen als een misrekening die zou leiden tot versnippering van het rechtse kamp. Daarnaast werd Baudets partij in Nederland al eerder bekritiseerd vanwege standpunten over onder andere de Europese Unie, Rusland en klimaatbeleid.
Hoewel FVD Vlaanderen aanvankelijk aankondigde deel te willen nemen aan de Europese verkiezingen, werd later duidelijk dat de partij niet voldeed aan de voorwaarden om zich officieel kandidaat te stellen. De partij had niet de 5000 handtekeningen opgehaald die een nieuwe partij dient op te halen om voor de Europese verkiezingen een lijst te mogen indienen. Hierdoor werd de deelname aan de Europese verkiezingen afgeblazen waarna de partij aankondigde zich op de lokale verkiezingen te zullen richten.

## Politieke standpunten
Forum voor Democratie Vlaanderen (FVD Vlaanderen) positioneert zich als een rechts-populistische en eurosceptische partij met een sterke nadruk op nationale soevereiniteit, directe democratie via bindende referenda en behoud van de Vlaamse identiteit. De partij deelt veel ideologische uitgangspunten met de Nederlandse moederpartij, Forum voor Democratie, en richt zich op kiezers die kritisch staan tegenover de Europese Unie, immigratie en het politieke establishment.
De partij stelt dat de Europese Unie te veel macht heeft en dat Vlaanderen meer controle moet krijgen over zijn eigen beleid. FVD Vlaanderen pleit voor een herziening van de EU-structuren of zelfs een mogelijke Vlaamse exit uit de Unie.
FVD Vlaanderen ziet Vlaanderen en Nederland als historisch en cultureel nauw verbonden, wil deze band versterken en pleit ervoor dat Vlaanderen zich meer zou richten op samenwerking met Nederland in plaats van België.
De partij pleit voor striktere grenscontroles en een strengere regulering van migratie waarbij de nadruk ligt op het behoud van de Vlaamse en Europese identiteit.
FVD Vlaanderen verzet zich tegen het huidige klimaatbeleid dat zij beschouwt als overdreven en economisch schadelijk. De partij is voorstander van kernenergie en een herziening van de klimaatdoelstellingen.